# 触控编程语言
触控编程语言（Tactile programming）是一种以觸控為界面计算机程序的規格、開發、介面以及詮釋。此語言是以視覺化程式設計語言背後的概念為基礎，特別是用視覺圖象的介面來開發軟體，可以用滑鼠拖放來開發軟體功能，而不是使用傳統以文字介面的軟體開發方式。
觸覺式編程將視覺編程範式融入觸控為中心的框架中：
- 原先可以拖放來創建軟件程序的小部件，其操作從滑鼠擴展到觸控的介面。
- 其他軟體程式開發需要的輔助輸入設備，可以用計算機生成、虛擬視覺圖形等效物（例如虛擬鍵盤）來取代。
- 並發執行的模擬器，執行在和触控系統所在相同或是相近的作業系統下，以在沒有丟失資料或是介面的情形下，測試程式碼的穩定性和功能性。

目前唯一存在的触控编程语言集成开发环境範例是整合在AgentSheets中的Visual AgenTalk。類似的拖放式程式語言可以在Etoys程式語言（是Squeak的一部份）、Alice和Scratch中找到。